# تبعيات الولايات المتحدة الأمريكية
تبعيات الولايات المتحدة: هي تقسيمات إدارية دون وطنية تشرف عليها حكومة الولايات المتحدة. تختلف تبعيات الولايات المتحدة عن الولايات المتحدة والقبائل الأمريكية الأصلية بأنها ليست كيانات ذات سيادة. (لكل ولاية سيادة فردية تفوّض بموجبها السلطات للحكومة الفيدرالية، وتملك كل قبيلة معترف بها فيدراليًا سيادة قبلية محدودة باعتبارها «أمة مستقلة ذات سيادة»). وهي مصنفة حسب الإدماج وما إذا كانت تملك حكومة «منظمة» عبر قانون تأسيسي يقره الكونغرس. تُعتبر جميع تبعيات الولايات المتحدة جزءًا من الولايات المتحدة؛ (لأنها تخضع لسيادة الولايات المتحدة)، ولكن لا تعتبر التبعيات الفردية جزءًا لا يتجزأ من الولايات المتحدة، ويُطبق دستور الولايات المتحدة بشكل محدود في تلك التبعيات.
تمتلك الولايات المتحدة حاليًا أربع عشرة تبعية في البحر الكاريبي والمحيط الهادئ. خمس منها (ساموا الأمريكية، وغوام، وجزر ماريانا الشمالية، وبورتوريكو وجزر العذراء الأمريكية) مأهولة بشكل دائم، وأراض غير مدمجة، التسعة الأخرى هي جزر صغيرة وشعاب لا يوجد بها سكان أصليون (أو دائمون). من بين التسعة، صُنفت واحدة فقط على أنها أرض مدمجة (جزر بالميرا المرجانية أو بالميرا أتول). تطالب الولايات المتحدة بتبعيتين إضافيتين (بنك باهو نويفو وبنك سيرانيلا) ولكن تخضعان لإدراة كولومبيا. أُنشئت التبعيات لإدارة الأراضي التي حُصل عليها حديثًا، وفي النهاية تحصل على استقلالها. أصبحت التبعيات الأخرى، مثل الفلبين وميكرونيسيا وجزر مارشال وبالاو مستقلة فيما بعد.
كانت العديد من التبعيات المدمجة في الولايات المتحدة موجودة في الفترة من عام 1789 إلى عام 1959. الأولى كانت في المناطق الشمالية الغربية والجنوبية الغربية، والأخيرة كانت تبعيات ألاسكا وهاواي. أصبحت 31 تبعية (أو أجزاء من التبعيات) ولايات. في هذه العملية، عُزلت عنها بعض المناطق الأقل تطورًا أو اكتظاظًا بالسكان بعد استفتاء دولي. عندما أصبح جزء من تبعية ميزوري ولاية ميزوري، أصبح الجزء المتبقي من التبعية (ولايات آيوا ونبراسكا وداكوتا الجنوبية وداكوتا الشمالية ومعظم ولاية كانساس ووايومنغ ومونتانا وأجزاء من كولورادو ومينيسوتا) تبعية غير منظمة.
لا يمكن لسكان التبعيات الأمريكية التصويت لرئيس الولايات المتحدة، وليس لديهم تمثيل كامل في الكونغرس الأمريكي. تكون الاتصالات عن بعد والبنى التحتية الأخرى في التبعيات أسوأ عمومًا من مثيلاتها في الولايات المتحدة وهاواي، وتبين أن سرعة الإنترنت في ساموا الأمريكية أبطأ منها في عديد من دول أوروبا الشرقية. تعَد معدلات الفقر في التبعيات أعلى منها في الولايات.
- جزيرة بالميرا المرجانية
- بورتو ريكو
- جزيرة بيكر
- جزيرة جارفيس
- [[ملف:|23x15px|border |alt=جزيرة جونستون المرجانية|link=جزيرة جونستون المرجانية]] جزيرة جونستون المرجانية
- ساموا الأمريكية
- الجزر العذراء الأمريكية
- غوام
- شعب كينغمان المرجانية
- جزر ماريانا الشمالية
- جزيرة ميدواي المرجانية
- [[ملف:|23x15px|border |alt=جزيرة نافاسا|link=جزيرة نافاسا]] جزيرة نافاسا
- جزيرة هاولاند
- جزيرة ويك

ملاحظة: قاعدة معتقل غوانتانامو في كوبا تدار بواسطة الولايات المتحدة تحت بنود معاهدة، إلا أنها لا تعتبر تبعية أمريكية.

## الصفة القانونية للتبعيات
احتوت الولايات المتحدة على تبعيات منذ بدايتها. وفقًا للقانون الفيدرالي، يُستخدم مصطلح «الولايات المتحدة» (بالمعنى الجغرافي) شاملًا «الولايات المتحدة القارية، وهاواي، وبورتوريكو، وغوام، وجزر العذراء الأمريكية». منذ عام 1986، اعتُبرت جزر ماريانا الشمالية أيضًا جزءًا من الولايات المتحدة. ضم أمر تنفيذي صدر في عام 2007 ساموا الأمريكية إلى الولايات المتحدة «في النطاق الجغرافي»، كما اتضح من السجل الفيدرالي. تقع ساموا الأمريكية وجزيرة جارفيس في نصف الأرض الجنوبي، وتقع جميع التبعيات الأمريكية الأخرى في نصف الأرض الشمالي.
التبعيات المنظمة هي أراضٍ تخضع للسيادة الفيدرالية (ولكنها ليست جزءًا من أي ولاية) وقد منحها الكونغرس قدرًا من الحكم الذاتي عبر قانون تأسيسي خاضع لسلطات الكونغرس المطلقة بموجب المادة 4 الفقرة 3 من الدستور.

## التبعيات المأهولة بشكل دائم
للولايات المتحدة خمس تبعيات مأهولة بشكل دائم: بورتوريكو وجزر العذراء الأمريكية في البحر الكاريبي، وغوام وجزر ماريانا الشمالية في شمال المحيط الهادئ، وساموا الأمريكية في جنوب المحيط الهادئ. يشكّل المواطنون الأمريكيون نحو 3.6 مليون شخص في هذه التبعيات، وتُمنح الجنسية عند الولادة في أربع من التبعيات الخمسة (يمنحها الكونغرس). لا تُمنح الجنسية عند الولادة في ساموا الأمريكية، تضم ساموا الأمريكية نحو 32000 مواطن غير أصلي في الولايات المتحدة. بموجب القانون الأمريكي، «لا يُعتبر الأشخاص المولودون في ساموا الأمريكية وجزيرة سوينس من المواطنين الأصليين للولايات المتحدة الأمريكية» في تبعياتها. نظرًا لأنهم مواطنون أمريكيون، يخضع سكان ساموا الأمريكية للحماية الأمريكية، وبإمكانهم السفر إلى بقية الولايات المتحدة دون فيزا (تأشيرة). ومع ذلك، لكي يصبحوا مواطنين أصليين في الولايات المتحدة، يجب أن يحصلوا على الجنسية، مثل الأجانب. على عكس التبعيات الأربعة المأهولة الأخرى، لم يقر الكونغرس أي تشريع يمنح الجنسية عند الولادة لسكان ساموا الأمريكيين.
تتمتع كل تبعية بالحكم الذاتي وتتضمن ثلاثة فروع للحكومة، بما في ذلك حاكم منتخب محليًا ومجلس تشريعي إقليمي. تنتخب كل تبعية عضوًا دون حق التصويت (مفوض مقيم دون حق التصويت في حالة بورتوريكو) لمجلس النواب الأمريكي. وهم «يتمتعون بالصلاحيات نفسها التي يتمتع بها أعضاء المجلس الآخرين، باستثناء أنه لا يجوز لهم التصويت عندما يجتمع مجلس النواب»، يشاركون في النقاش، ويُخصص لهم تمويل للمكاتب والتوظيف، ويرشحون الناخبين من أراضيهم إلى أكاديميات الجيش ومشاة البحرية والقوات الجوية والبحرية التجارية. يمكنهم التصويت في لجانهم المعيّنة في مجلس النواب على جميع التشريعات المقدمة إلى المجلس، وهم مدرجون ضمن فرز أحزابهم لكل لجنة، وهم متساوون مع أعضاء مجلس الشيوخ في لجان المؤتمرات. بحسب الكونغرس، يجوز لهم التصويت أيضًا في اللجنة الجامعة للمجلس.
كل أربع سنوات، تقترح الأحزاب السياسية الأمريكية مرشحين للرئاسة في مؤتمرات تشمل مندوبين عن التبعيات. لا يستطيع المواطنون الأمريكيون الذين يعيشون في التبعيات التصويت في الانتخابات الرئاسية العامة، ولا يحق للمواطنين غير الأصليين في ساموا الأمريكية التصويت للرئيس.
من بين التبعيات المأهولة، يكون دخل الضمان الإضافي متاحًا فقط في جزر ماريانا الشمالية، ولكن في عام 2019 أقر قاضٍ أمريكي أن رفض الحكومة الفيدرالية لمنافع دخل الضمان الإضافي لسكان بورتوريكو غير دستوري.
ساموا الأمريكية هي التبعية الأمريكية الوحيدة التي تملك نظام هجرة خاص بها (وهو نظام منفصل عن نظام الهجرة للولايات المتحدة). تمتلك ساموا الأمريكية أيضًا نظام أراضٍ مشتركة إذ تكون 90٪ من الأراضي ذات ملكية مشتركة، وتكون الملكية مبنية على أصل سكان ساموا.